# Walki o Drezno
Uzasadnienie:  Oba artykuły dotyczą tożsamego wydarzenia
Bitwa o Drezno – walki toczone w dniach 22–27 kwietnia 1945 roku w okolicach Drezna i w czasie odwrotu spod Drezna przez 2 Armię Wojska Polskiego, podczas II wojny światowej, jedna z bitew operacji łużyckiej w ramach operacji berlińskiej.
2 Armia Wojska Polskiego pod dowództwem generała Karola Świerczewskiego miała w operacji berlińskiej 1 Frontu Ukraińskiego przełamać obronę niemiecką na odcinku Rothenburg – folwark Wysokie i nacierać na Niska – Kleinwelka – Drezno i wspólnie z 52 Armią zabezpieczyć główne zgrupowanie uderzeniowe 1 FU. Przed frontem 2 Armii broniło się w pierwszym rzucie ok. 19 tys. żołnierzy, w drugim ok. 21 tys., około 300 czołgów i dział pancernych, ok. 600 dział i moździerzy. W toku walk Niemcy wprowadzili dodatkowe siły ok. 10 tys. żołnierzy. W pasie natarcia 2 Armii były elitarne jednostki w sile 20–20%(?) stanów etatowych: Dywizja Grenadierów Pancernych „Brandenburg”, 1 Dywizja Spadochroniarzy Pancernych „Herman Göring”, 2 Dywizja Grenadierów Pancernych „Herman Goering”, 20 DPanc., 2 i 10 DPanc. SS, 600 Dywizja Ruskoj Oswoboditielnoj Armii (rosyjska nr 1).
16 kwietnia 2 AWP rozpoczęła forsowanie Nysy Łużyckiej. W I rzucie Armii na głównym kierunku natarcia była 8 Dywizja Piechoty i 9 Dywizja Piechoty, na kierunku pomocniczym 10 Dywizja Piechoty i 7 Dywizja Piechoty. W II rzucie 5 Dywizja Piechoty i przydzielony 1 Korpus Pancerny. Forsowanie rzeki przebiegło pomyślnie i pierwszorzutowe dywizje prowadziły natarcie na pierwszej linii obrony. Toczono zacięte walki. W pierwszym dniu operacji dywizje włamały się w ugrupowanie obronne na 6–7 kilometrów. Do 19 kwietnia wojska przełamały obronę w pasie natarcia, od 20 kwietnia rozwinęły działania pościgowe, W wyniku tych działań 16 kwietnia zdobyto Rothenburg, w 18 kwietnia 1945 r. Niska. 21 kwietnia wojska podeszły pod Budziszyn opanowany już przez 7 Korpus Zmechanizowany Gwardii i 254 DP z 72 Korpusu Piechoty. W czasie pościgu dowódca 2 AWP, zmienił rozkazy dowódcy 1 FU i nakazał zajęcie Drezna już w drugim dniu operacji. W związku z powyższym 1 KPanc, 8 i 9 DP oraz część 5 DP parły na zachód.
Drezno stanowiło główny kierunek natarcia 2 AWP i sowieckiego 7 Korpusu Zmechanizowanego Gwardii. Od 21 kwietnia 2 AWP uderzała w kierunku miasta. 21 kwietnia w ugrupowaniu 2 Armii między Schwarzer Schöps a Budziszynem powstała luka szerokości ok. 50 km. 22 kwietnia o 13:00 1 Korpus Pancerny podszedł na odległość 6 km od wschodu i północnego wschodu Drezna. 9 DP wyszła na rubież ok. 10 km. od Drezna, 8 i część 5 DP na rubież Kamenz – Mittelbach, a pozostałe siły 2 Armii w dniach 23–27 kwietnia toczyły się walki o Budziszyn. 7 i 10 DP walczyły o sforsowanie Szprewy i Schwarzer Schöps na północny wschód i wschód od Budziszyna. Ze względu na skomplikowaną sytuację pod Budziszynem 22 kwietnia dywizje piechoty i 1 KPanc zawrócono spod Drezna.
21 kwietnia Niemcy podjęli próbę przebicia się na północ w kierunku Berlina oraz odblokowania zgrupowania w rejonie Frankfurtu i Gubina. Uderzenie Grupy Armii „Mitte” feldmarszałka Schörnera skierowane było na 52 Armię (lewy sąsiad 2 AWP), następnie na rozciągnięte lewe skrzydło 2 Armii. 23 kwietnia 2 AWP zmuszona była zaprzestać natarcie i w rejonie Budziszyna stoczyła krwawe walki z próbującymi się za wszelką cenę przedostać na północ oddziałami niemieckimi. 22 kwietnia wieczorem 1 KPanc wrócił spod Drezna i zajął rejon na północ od Budziszyna, jednocześnie z kierunku drezdeńskiego zostały wycofane 17 pp 5 DP i 34 pp z 8 DP. Pułki te miały uderzyć z rejonu na północ od Budziszyna w kierunku wschodnim na Diesha i przywrócić styczność z walczącymi nad Schwarzer Schöps. Pozostałe siły 8 i 9 DP pozostały na swoich rubieżach. 7 i 10 DP miały kontynuować natarcie na zachód do połączenia z siłami głównymi Armii. 1 KPanc spod Drezna przeszedł na północ od Budziszyna, gdzie zaryglował zachodnią rubież włamania niemieckiego. Dowódca Frontu widząc trudności 2 Armii i chcąc zamknąć lukę w jej ugrupowaniu, skierował do bitwy dwie dywizje z 5 Armii Gwardii oraz 4 KPanc.
8 DP, po przegrupowaniu, przeszła 25 kwietnia w godzinach popołudniowych spod Drezna w rejon Budziszyna i wzmocniła obronę 2 Armii. Na kierunku drezdeńskim, z rozkazu marszałka Koniewa, pozostała 9 DP z częścią 15 pp 5 Dywizji. Dywizja przeszła do obrony, zagrożona na dwóch skrzydłach. 24 i 25 kwietnia była atakowana przez oddziały niemieckie z Drezna. Położenie 9 DP stawało się coraz trudniejsze. Nastąpiło zmieszanie oddziałów przy nieustannych atakach przeciwnika. Dywizja znalazła się w okrążeniu. Gen. Świerczewski wydał 26 kwietnia rozkaz wycofania dywizji i dołączenia do sił głównych 2 AWP, w rejon 12 km na północ od Budziszyna. 26 kwietnia dywizja rozpoczęła odwrót. Dowódca 9 DP płk Aleksander Łaski zarządził odwrót w biały dzień, trzema kolumnami bez ubezpieczenia. Niemcy, po przejęciu map, urządzili zasadzki na kolumny. W jednej z zasadzek 26 pp stracił 75% stanu osobowego i cały sprzęt ciężki. Pod Horką Niemcy wymordowali cały szpital polowy z 300 rannymi. W czasie walk w okrążeniu, ranny do niewoli dostał się dowódca dywizji. 9 DP w walkach pod Dreznem i w czasie wycofania spod Drezna pod Budziszyn straciła 40% stanu osobowego, większość artylerii, sprzętu i tabory.
Do 28 kwietnia, po ściągnięciu w rejon Budziszyna głównych sił, 2 AWP wspólnie z jednostkami sowieckimi złamała natarcie niemieckie, a następnie ustabilizowała obronę na rubieży: Zescha, Droben, południowy wschód Tauer. Osłoniła od uderzeń od południa główne zgrupowanie uderzeniowe 1 Frontu Ukraińskiego.
Drezno zostało zdobyte 6 maja przez 4 Korpus Pancerny Gwardii i 6 Korpus Zmechanizowany w ramach operacji praskiej.
W całej operacji od Nysy do Drezna (Budziszyna) 2 AWP straciła ok. 20 tys. żołnierzy (4902 poległych, 2798 zaginionych, 10532 rannych [22% stanu], 205 czołgów i dział pancernych [57% stanu], 20% dział i moździerzy). Straty 2 AWP w operacji stanowiły 27% całości strat poniesionych przez Wojsko Polskie na froncie wschodnim przez 20 miesięcy walk od października 1943 do maja 1945 r.
Walki żołnierzy polskich o Drezno zostały upamiętnione na Grobie Nieznanego Żołnierza w Warszawie, napisem na jednej z tablic po 1945 r. „DREZNO 26 IV 1945”.